# Серьогіна Аніта Артурівна
Аніта Артурівна Серьогіна (16 січня 1990) — українська каратистка і тренерка з карате, заслужений майстер спорту України.

## Життєпис
Народилася в місті Іллічівськ (нині — Чорноморськ) Одеської області.
Займатися карате почала в 11-річному віці в спортивному клубі «Катана» у тренера О. О. Тонкошкура. З 2008 року — член національної збірної команди України з карате.
У 2007 році з відзнакою і золотою медаллю закінчила Іллічівську ЗОШ № 7. У 2011 році з відзнакою закінчила Одеський державний університет внутрішніх справ.
Протягом 2011—2016 років працювала в Іллічівському міському відділі ГУ МВС України в Одеській області
Працює тренеркою в спортивному клубі карате «Катана» у Чорноморську.

## Спортивні досягнення
- 2012 — Чемпіонат Європи з карате (Іспанія) —  Срібло.
- 2013 — Чемпіонат Європи з карате (Угорщина) —  Золото (особиста).
- 2014 — Чемпіонат Європи з карате (Фінляндія) —  Бронза (особиста).
- 2015 — Світові ігри серед поліцейських (США, Вашингтон) —  Золото (особиста).
- 2015 — Світові ігри серед поліцейських (США, Вашингтон) —  Золото (командна).
- 2015 — Кубок світу з карате (Словенія) —  Золото.
- 2016 — Чемпіонат світу з карате (Австрія) —  Бронза.
- 2017 — Чемпіонат Європи з карате (Туреччина) —  Бронза (особиста).
- 2017 — Чемпіонат Європи з карате (Туреччина) —  Золото (командна).
- 2017 — Всесвітні ігри (Польща) —  Срібло.
- 2018 — Чемпіонат Європи з карате (Сербія) —  Срібло.
- 2019 — Європейські ігри (Білорусь) —  Золото.
- 2021 — Чемпіонат Європи з карате (Хорватія) —  Срібло.
- 2022 — Чемпіонат Європи з карате (Туреччина) —  Бронза.
- 2023 — Чемпіонат Європи з карате (Іспанія) —  Срібло.

## Державні нагороди
- Орден княгині Ольги I ст. (23 серпня 2022) — за значні заслуги у зміцненні української державності, мужність і самовідданість, виявлені у захисті суверенітету та територіальної цілісності України, вагомий особистий внесок у розвиток різних сфер суспільного життя, відстоювання національних інтересів нашої держави, сумлінне виконання професійного обов'язку.[1]
- Орден княгині Ольги II ст. (15 липня 2019) — за досягнення високих спортивних результатів на ІІ Європейських іграх 2019 в Мінську (Республіка Білорусь), виявлені самовідданість та волю до перемоги, піднесення міжнародного авторитету України.[2]
- Орден княгині Ольги III ст. (9 вересня 2017) — За досягнення високих спортивних результатів на X Всесвітніх іграх з неолімпійських видів спорту у м.Вроцлав (Республіка Польща), піднесення міжнародного авторитету України.[3]
- Медаль «За працю і звитягу» (7 вересня 2023) — За досягнення високих спортивних результатів на ІІІ Європейських іграх у м.Кракові (Республіка Польща), виявлені самовідданість та волю до перемоги, піднесення міжнародного авторитету України.[4]

## Нагороди
- Майстер спорту України з карате (2010).
- Майстер спорту України міжнародного класу з карате (2013).